# La Tortoni
La Tortoni este o pictură în ulei pe pânză realizată în jurul anului 1878-1880 a pictorului francez Édouard Manet. Tabloul s-a aflat la Isabella Stewart Gardner Museum din Boston, Massachusetts, Statele Unite, înainte de a fi furat în 1990.

## Descriere
Tabloul prezintă un domn neidentificat, așezat la o masă la Café Tortoni din Paris în timp ce desenează o schiță. Un pahar de bere pe jumătate gol stă pe masă.